# Generative Theory of Tonal Music
 Generative Theory of Tonal Music (GTTM) ist ein System zur musikalischen Analyse tonaler Musik, das 1983 im gleichnamigen Buch des amerikanischen Komponisten und Musiktheoretikers Fred Lerdahl (* 1943) und des amerikanischen  Linguisten und Klarinettisten Ray Jackendoff (* 1945) veröffentlicht wurde.
Die Zusammenarbeit zwischen Lehrdahl und Jackendoff wurde durch Leonard Bernsteins Charles Eliot Norton Lectures 1973 an der Universität Harvard angeregt, in der er die Teilnehmer dazu aufforderte, eine „musikalische Grammatik“ zu entwickeln, die die einzigartige menschliche Fähigkeit zu musikalischem Verständnis auf wissenschaftliche Weise erklärt, vergleichbar mit Noam Chomskys revolutionärer Generativen Transformationsgrammatik.
Im Gegensatz zu Analysemethoden, die bis dahin entwickelt worden waren, versucht die GTTM, sich an den geistigen Vorgängen zu orientieren, durch die der Zuhörer ein unbewusstes Verständnis der Musik entwickelt (Fokus auf hierarchische Strukturen). Dabei orientieren sie sich an einem „idealen“ Zuhörer mit musikalischem Verständnis und der Fähigkeit, musikalische Objekte wiederzuerkennen und Strukturen zu abstrahieren. Es wurde versucht, eine Synthese der Ansichten und Methoden der zeitgemäßen Linguistik mit den Einsichten der modernen Musiktheorie zu erreichen.
Die GTTM hatte großen Einfluss auf die weitere Arbeit der Autoren sowie auch anderer Forscher in den Bereichen der Musiktheorie, Musikwahrnehmung und der Systematischen Musikwissenschaft.

## Einflüsse und Grundlagen

### Schenker
Heinrich Schenker, ein österreichischer Musiktheoretiker und Komponist, hat die Reduktionsanalyse begründet. Nach seiner Hypothese werden manche Töne als wichtiger wahrgenommen als andere. Die „unwichtigen“ (z. B. Nebennoten) sind Verzierungen, Ausschmückungen, Weiterführungen und Verbindungen der Hauptnoten.
Durch Reduktionen auf allen Ebenen entsteht eine hierarchische Struktur des Werkes. Die Reduktionsanalyse versucht, das vordergründige Notenbild auf einen tragenden Satz – „Ursatz“ – im Hintergrund zurückzuführen.

### Generative Linguistik
Generative Linguistik ist ein Versuch, das menschliche Verständnis von Sprache zu beschreiben, und die damit einhergehende Fähigkeit eine unendliche Anzahl an Sätzen, auch solche, die man noch nie zuvor gehört hat, zu verstehen und zu bilden. Diese Fähigkeit wird so früh erlernt und ist so tief in unserem Geist verwurzelt, dass sie nicht vollständig durch Instruktionen erlernt sein kann. In der Linguistik wird versucht, diese gesamte Fähigkeit, ihre bewussten und unbewussten Anteile, durch ein formales System von Regeln, d. h.durch die Grammatik, zu beschreiben.
Die für die Entwicklung der GTTM relevante Parallele ist die Kombination von psychologischen Erkenntnissen mit einer formellen Struktur der Theorie. Dabei sollte der Begriff „Generativ“ nicht falsch verstanden werden. Es soll nicht bedeuten, dass man mit dieser Theorie einen Algorithmus zur Erzeugung von Sprache entwickeln kann, sondern es ist mehr in einem mathematischen Sinn gemeint, eine – meist unendliche – Menge mit endlichen Formalismen zu beschreiben. Es geht also auch in der GTTM nicht darum aufzuzählen, was für Werke grundsätzlich möglich sind, sondern darum, für vorhandene Werke eine strukturelle Beschreibung bzw. Analyse erstellen zu können.
Linguistik versteht sich als Zweig der Psychologie, der versucht, empirisch nachweisbare Aussagen über Sprache, einen komplexen Aspekt menschlichen Lebens, zu machen. Genauso ist das oberste Ziel der GTTM ein Verständnis musikalischer Wahrnehmung, einem psychologischen Phänomen.

## Die Theorie
Die GTTM konzentriert sich auf vier Systeme, die unsere musikalischen Wahrnehmungen abbilden sollen. Jedes dieser Systeme besteht aus einer strikten hierarchischen Struktur, in der dominante Regionen kleinere Subregionen beinhalten und innerhalb einer Ebene gleichartige Elemente aneinander angrenzen.

### Die Strukturen

#### Grouping structure
Die Analyse der Gruppierungen wird als die grundlegendste Komponente musikalischen Verständnisses angesehen. Dabei wird eine hierarchische Segmentierung des Stücks in Motive, Phrasen, Perioden und noch größere Bereiche durchgeführt.

#### Metrical structure
Die metrische Struktur stellt die regelmäßigen, hierarchischen Wechselfolgen von (schweren und leichten) Schlägen dar, die der Zuhörer mit musikalischen Ereignissen verbindet.
Grundsätzliche Unterscheidung: Beat/Schlag = infinitesimaler Zeitpunkt, Time-Span/Zeitspanne = Zeit von einem Beat bis zum nächsten. In der metrischen Struktur geht es um Beats/Schläge.
Strong Beat: Schlag auf einer Ebene L (level) ist auch auf einer höheren Ebene ein Schlag. Sonst: Weak Beat.
Menschen nehmen nicht allzu viele metrische Ebenen gleichzeitig wahr. Meist gibt es eine dominante Ebene, in der der Dirigent seine Hände bewegt, der Zuhörer mit dem Fuß wippt usw. – der „tactus“. (Renaissance-Ausdruck, meist stark durch harmonischen Rhythmus bestimmt)

#### Time-span reduction (TSR)
Die Zeitspannenreduktionen basieren auf den Informationen der Gruppen- und der metrischen Struktur. Es wird ein Baumdiagramm erstellt, das hierarchisch die Zeitspannen auf allen zeitlichen Ebenen des Werkes verbindet. Man beginnt auf der kleinsten Ebene, wo die metrische Struktur die Musik in Taktschläge gleicher Länge unterteilt (oder genauer gesagt in Anschläge, zwischen denen jeweils die gleich Zeitspannen liegt). Von dort geht man aufwärts durch alle höheren Ebenen, die durch die Grouping Structure in Motive, Phrasen, Perioden und noch größere Einheiten eingeteilt sind. Außerdem wird ein head (das strukturell wichtigste Element) für jede Zeitspanne auf allen hierarchischen Ebenen bestimmt. Die komplette TSR-Analyse wird Time-Span-Tree genannt.

#### Prolongational reduction (PR)
Die Prolongationsreduktion (PR) bildet unsere „psychische“ Erfahrung von Spannung und Entspannung auf präzise strukturelle Formen ab.
Bei der TSR wird die Hierarchie der Elemente entsprechend der rhythmischen Stabilität erstellt. Bei der PR dagegen wird die Hierarchie anhand der relativen Stabilität aufgebaut, die sich in Form von Kontinuität und Progression, der Bewegungsrichtung Spannung oder Entspannung und dem Grad des Abschlusses darstellt.
Die PR wird hauptsächlich gebraucht, weil die TSR zwei Einschränkungen hat:
1. Die TSR kann das Gefühl von Kontinuität, das durch den harmonischen Rhythmus entsteht nicht wiedergeben.
2. Die TSR kann – auch wenn sie den Bezug einzelner Töne zu bestimmten Zählzeiten einer bestimmten Gruppe herstellt – nichts über den Fluss der Musik über die Grenzen dieser zeitlichen Segmente aussagen.

Bei der PR wird auch ein Baumdiagramm erstellt oder die Verbindungen werden in einer visuell verdichteten, „Bindebogen-Notation“ dargestellt. Für das Baumdiagramm gibt es drei Arten von Verzweigungen:
- starke Prolongation (wird durch einen Kreis am Verzweigungspunkt dargestellt),

→ Grundtöne, Basstöne und Melodietöne sind identisch.
- schwache Prolongation (wird durch einen ausgefüllten Kreis dargestellt) und

→ Grundtöne sind gleich, aber Bass- und/oder Melodietöne sind verschieden.
- Progression (wird durch eine einfache Verzweigung ohne Kreis dargestellt).

→ Harmonische Grundlage ist verschieden.
Im Gegensatz zu allen anderen Strukturen der Theorie wird die PR von oben nach unten erstellt, also von der höchsten Ebene (ganzes Werk) zur kleinsten (einzelne Noten). Dies liegt daran, dass Funktionen wie Spannungsaufbau und -abbau sich erst durch den Kontext eines musikalischen Objektes ergeben.
Bei TSR-Baumdiagrammen gibt es keine derartige Unterscheidung. Allerdings gibt es dafür oft andere hilfreiche Kommentare.
Auf den höheren strukturellen Ebenen sind sich die beiden Baumdiagramme oft sehr ähnlich, aber je weiter man sich nach unten Richtung musikalischer Oberfläche bewegt, umso häufiger wird man Unterschiede in den Verzweigungen finden.

### Die Regeln
Jedes der vier hierarchischen Systeme wird durch Regeln erstellt, die sich in drei Kategorien einteilen lassen:
1. Well-formedness rules – die Wohlgeformtheitsregeln geben die möglichen strukturellen Darstellungen an.
2. Preference rules – die Vorzugsregeln wählen aus den möglichen strukturellen Darstellungen jene aus, die mit den Höreindrücken eines geschulten Hörers übereinstimmen. Manchmal geraten die GPRs in Konflikt miteinander, deshalb eben der Begriff „Präferenz“. Grundsätzlich sind stabilere Varianten vorzuziehen.
3. Die Transformationsregeln bieten Möglichkeiten, verzerrte Strukturen (= Ausnahmen wie z. B. Gruppenüberschneidungen einer sonst regelmäßigen Struktur) mit wohlgeformten Darstellungen zu verbinden. Diese spielen in der Linguistik eine große Rolle, hier sind sie eher eine Randerscheinung.

Das System nimmt eine musikalische Oberfläche als Input und generiert daraus die Struktur, die der Zuhörer wahrnimmt, als Output.

#### Grouping Structure Rules
Grouping Well-Formedness Rules (GWFR)
Zusammengefasst: Die  Grouping structure ist hierarchisch, nicht überlappend, rekursiv und jede Gruppe muss aus zusammenhängenden Elementen bestehen.
1. Jede zusammenhängende Sequenz von Tönen, Schlägen, o. Ä. kann eine Gruppe bilden, und nur zusammenhängende Sequenzen können Gruppen bilden.
2. Ein Stück stellt eine Gruppe dar.
3. Eine Gruppe kann Subgruppen enthalten.
4. Wenn eine Gruppe G1 einen Teil der Gruppe G2 enthält, muss sie die gesamte Gruppe G2 enthalten.
5. Wenn eine Gruppe G1 eine kleinere Subgruppe G2 enthält, dann muss G1 vollständig in Subgruppen aufgeteilt sein.

Grouping Preference Rules (GPR)
Es gibt grundsätzlich zwei Arten von Anhaltspunkten, wie der Zuhörer die Gruppierung wahrnimmt:
1. Lokale Details wie Anschlag, Artikulation, Dynamik und Registrierung. Elemente werden eher als Gruppe wahrgenommen, wenn sie zeitlich oder tonhöhenmäßig nahe beieinander liegen, sich ähnlich sind (siehe  Gestalttheorie) oder durch Spielanweisungen verbunden sind.
2. Globalere Dinge wie symmetrische, motivische, thematische, rhythmische oder harmonische Parallelen. Es müssen absolut keine perfekten Parallelen sein, um als parallel wahrgenommen zu werden.
3. Vermeide Analysen mit sehr kleinen Gruppen: Je kleiner, desto weniger Vorzug.
4. Proximity – bei einer gegebenen Folge von vier Noten n1 – n4 kann der Übergang n2 – n3 als Gruppengrenze gehört werden wenn:
  1. slur/rest – das Zeitintervall vom Ende von n2 zum Anfang von n3 größer ist als vom Ende von n1 bis zum Beginn von n2 und das vom Ende von n3 zum Beginn von n4.
  2. attack/point –  das Zeitintervall zwischen dem Anschlag von n2 und n3 größer ist als zwischen den Anschlägen von n1 und n2, sowie zwischen den Anschlägen von n3 und n4.
5. Change – bei einer gegebenen Folge von vier Noten n1 – n4 kann der Übergang n2 – n3 als Gruppengrenze gehört werden, wenn er durch Register, Dynamik, Artikulation oder Länge gekennzeichnet ist.
6. Intensification – wo die Effekte von 2. und 3. besonders stark auftreten, soll eine übergeordnete Gruppe erstellt werden.
7. Symmetry – bevorzuge Gruppierungen, die am nächsten an eine ideale Teilung in gleich lange Elemente kommt.
8. Parallelism – wo zwei oder mehr Segmente als parallel angesehen werden können, bilden sie vorzugsweise parallele Teile der Gruppen.
9. Time-span and prolongational stability – bevorzuge Gruppierungen, die zu einer stabileren TSR und/oder PR führen.

#### Metrical Structure Rules
Metrical Well-Formedness Rules (MWFRs)
1. Jeder Anschlag muss mit einem Schlag auf der niedrigsten metrischen Ebene, die in diesem Teil des Stückes vorhanden ist, verknüpft werden.
2. Jeder Schlag auf einer bestimmten Ebene muss auch auf allen niedrigeren Ebenen vorhanden sein.
3. Auf jeder metrischen Ebene liegen starke Zählzeiten entweder zwei oder drei Schläge voneinander entfernt.
4. Der “tactus” und darüberliegende metrische Ebenen müssen aus Schlägen mit regelmäßigen Abständen bestehen. Auf den niedrigeren metrischen Ebenen müssen schwache Zählzeiten gleichmäßige Abstände zu den umgebenden starken Zählzeiten haben.

Metrical Preference Rules (MPRs)
1. Parallelism – wo zwei oder mehr Gruppen oder Teile von Gruppen als parallel angesehen werden können, erhalten sie vorzugsweise eine parallele metrische Struktur.
2. Strong beat early – bevorzuge eine metrische Struktur, in der die stärkste Zählzeit einer Gruppe relativ früh innerhalb der Gruppe erscheint.
3. Event – bevorzuge eine metrische Struktur, in der Zählzeiten, die mit dem Beginn eines Tones übereinstimmen, starke Zählzeiten der jeweiligen Ebene Li sind.
4. Stress – bevorzuge eine metrische Struktur, in der Betonungen starke Zählzeiten der jeweiligen Ebene sind.
5. Length – bevorzuge eine metrische Struktur, in der eine relativ starke Zählzeit gleichzeitig eintritt mit dem Beginn
  1. eines relativ langen Tones
  2. eines relativ langen Dynamikverlaufes
  3. eines relativ langen Bindebogens
  4. eines relativ langen Artikulationspatterns
  5. eines langen Tones in den relevanten Ebenen der TSR
  6. einer relativ langen Harmonie in der relevanten Ebene der TSR (harmonischer Rhythmus)
6. (Bass) Bevorzuge einen metrisch stabilen Bass.
7. Cadence – bevorzuge auf jeden Fall eine metrische Struktur, in der Kadenzen metrisch stabil sind; d. h. vermeide auf jeden Fall Verletzungen lokaler Präferenzregeln innerhalb von Kadenzen.
8. Suspension  bevorzuge auf jeden Fall eine metrische Struktur, bei der eine Suspension auf einer stärkeren Zählzeit ist als ihre Auflösung.
9. Time-span Interaction – bevorzuge eine metrische Analyse, die Konflikte der TSR minimiert.

#### Time-Span Reduction Rules
Time-Span Segmentation Rules (TSRSRs)
1. Jede Gruppe in einem Stück entspricht einer Zeitspanne der TSR des Stückes.
2. In der grundlegenden Gruppierung,
  1. bestimmt jeder Schlag B (beat) der kleinsten metrischen Ebene eine Zeitspanne TB, die von B bis zum nächsten Schlag derselben Ebene reicht (exklusive dieses nächsten Schlages natürlich).
  2. bestimmt jeder Schlag B der metrischen Ebene Li (level) eine reguläre Zeitspanne, die die Summe aller Schläge der Ebene Li-1 (= darunter liegende Ebene) ist, also von B bis zum nächsten Schlag B‘ desselben Levels, oder bis zur Gruppengrenze, je nachdem was früher kommt.
  3. wenn eine Gruppengrenze G zwischen B und dem vorhergehenden Schlag derselben Ebene liegt, bestimmt B eine übermäßige Zeitspanne T’B, die dem Abstand von G bis zum Ende der regulären Zeitspanne TB entspricht.

Time-Span Reduction Well-Formedness Rules (TSRWFRs)
Jede Zeitspanne hat einen head. Die TSRWFRs beschreiben wie man den head bestimmen kann. (Und damit wie die Baumstruktur ausschaut → Links-/Rechtsverzweigung)
1. Für jede Zeitspanne T gibt es ein Objekt e (event) oder eine Sequenz von Objekten e1 – e2 die der „head“ von T ist.
2. Wenn T keine kleineren Zeitspannen enthält (d. h. wenn T auf der kleinsten Ebene der Zeitspannen ist) dann entspricht „e“ dem, was auch immer in T passiert.
3. Wenn T andere Zeitspannen T1,…,Tn (regulär oder übermäßig) mit den heads e1,…,en enthält, dann wird der head von T definiert durch
  1. Normale Reduktion
  2. Fusion
  3. Transformation
  4. Kadenzielle Rückkehr
4. Wenn dem head e einer Zeitspanne T eine Kadenz aus zwei Elementen direkt untergeordnet ist, …

Time-Span Reduction Preference Rules (TSRPRs)
Da die TSRWFR in einigen Fällen mehrere Möglichkeiten offenlassen, braucht man wieder Präferenzregeln. Dabei gibt es drei Kategorien:
- Local rules- gehen nur auf rhythmische und tonale Inhalte der Zeitspanne ein. (1,2,3)
- Nonlocal rules – Bezug zu anderen Zeitspannen. (4,5,6)
- Structural accent rules – beziehen sich auf die Gruppenübergänge/-grenzen. (7,8)

1. Metrical Position – von den Möglichkeiten für den head einer Zeitspanne T, bevorzuge den, der auf einer relativ starken metrischen Position ist.
2. Local Harmony – von den Möglichkeiten für den head einer Zeitspanne T, bevorzuge den, der
  1. an sich relativ Konsonant ist.
  2. relativ nah mit der lokalen Tonika verwandt ist.
3. Registral Extremes – von den Möglichkeiten für den head einer Zeitspanne T gib der Möglichkeit einen leichten Vorzug, die
  1. eine höhere Melodie hat
  2. einen tieferen Bass hat
4. Parallelism – wenn eine oder mehrere Zeitspannen also motivisch oder rhythmisch parallel betrachtet werden können, versuche ihnen parallele heads zuzuweisen.
5. Metrical Stability – bevorzuge eine Wahl des heads für eine Zeitspanne T, die zu einer stabileren metrischen Struktur führt.
6. Prolongational Stability – bevorzuge eine Wahl des heads für eine Zeitspanne T, die zu einer stabileren Prolongationsstruktur führt.
7. Cadential Retention – wenn die folgenden Bedingungen für eine Zeitspanne T gelten, dann bezeichne die Fortschreitung als Kadenz und gib ihr starken Vorzug als head:
  1. Es gibt ein Objekt oder eine Sequenz von zwei Objekten, die eine Halb- oder Vollkadenz oder einen Trugschluss bilden.
  2. Das letzte Element der Progression ist am Ende von T oder prolongiert bis zum Ende von T.
  3. Es gibt eine Übergruppe G, die T beinhaltet, für die die Progression als strukturelles Ende funktionieren kann.
8. Structural Beginning – wenn es in einer Gruppe G eine Zeitspanne T gibt, deren head als struktureller Anfang der Gruppe gelten kann, dann bevorzuge als head von T ein Objekt, das relativ nah am Anfang von T und damit auch nah am Anfang von G liegt.
9. Bei der Wahl des heads für ein Stück gib dem strukturellen Ende den Vorzug vor dem strukturellen Anfang.

#### Prolongational Reduction Rules
Es gibt zwei mögliche Notationen: Baumdiagramm und Bindebogennotation (an Schenker angelehnt).
Immer der Strich vom wichtigeren Element geht gerade weiter.
Prolongational Reduction Well-Formedness Rules (PRWFRs)
Kurzform:
1. Es muss einen head geben.
2. Definierte Weiterführungen: starke und schwache Prolongation, sowie Progression.
3. Jedes musikalische Objekt muss mit dem Baum verbunden sein.
4. Äste dürfen sich nicht überkreuzen.
1. Das Baumdiagramm muss ein einzelnes wichtigstes Objekt enthalten, das als Prolongations-head fungiert.
2. Ein Objekt ei kann auf folgende Weisen eine Weiterführung eines anderen Tones sein:
  1. ei ist eine starke Prolongation von ej wenn der Grundton, die Basstöne und die Melodietöne der beiden Objekte identisch sind.
  2. ei ist eine schwache Prolongation von ej wenn der Grundton gleich ist, aber der Bassverlauf oder die Melodie abweichen.
  3. ei ist eine Progression von ej wenn die harmonischen Grundtöne der beiden Objekte verschieden sind.
3. Jedes Objekt der der grundlegenden Gruppenstruktur ist entweder Prolongations-head oder eine rekursive Weiterführung des Prolongations-head.
4. No crossing branches- wenn ei eine direkte Weiterführung eines Objektes ej ist, dann muss jedes Objekt zwischen ei und ej ebenfalls eine direkte Weiterführung von ei, ej oder einem Objekt dazwischen sein.

Prolongational Reduction Preference Rules (PRPRs)
Aufgaben: Das für die Prolongation wichtigste Objekt in einer Region (ei-ej) bestimmen und festlegen, ob es eine Prolongation von ei oder ej ist.
1. Time-span Importance bei der Wahl des wichtigsten Elementes ek einer Prolongationsregion (ei-ej) ist so ein ek zu bevorzugen, das für die TSR relativ wichtig ist.
2. Time-span Segmentation – sei ek das wichtigste Element in einer Prolongationsregion (ei-ej). Wenn es eine Zeitspanne gibt die ei und ek beinhaltet aber nicht ej, dann ist eine PR zu bevorzugen, bei der ek eine Weiterführung von ei ist; und analog wenn ei und ej vertauscht sind.
3. Prolongational Connection – bei der Wahl des wichtigsten Elementes ek in einer Prolongationsregion (ei-ej) ist ein ek zu bevorzugen, das mit einem der Endpunkte der Region so verbunden ist, dass eine möglichst stabile Prolongationsverbindung entsteht.
4. Prolongational Importance – sei ek das wichtigste Element in einer Prolongationsregion (ei-ej). Bevorzuge eine PR, bei der ek eine Weiterführung des für die Prolongation wichtigeren Endpunktes ist.
5. Parallelism – bevorzuge eine PR, bei der parallele Passagen eine parallele Analyse erhalten.
6. Normative Prolongational Structure –  eine Kadenzgruppe sollte vorzugsweise vier (fünf) Elemente in ihrer Prolongationsstruktur enthalten:
  1. Eine Prolongation als Anfang
  2. Eine Prolongation als Schluss, die aus einem Element der Kadenz besteht.
  3. Eine rechtsverzweigende Prolongation als wichtigste direkte Weiterführung des Prolongationsanfangs.
  4. Eine rechts abzweigende Fortschreitung als wichtigste direkte Weiterführung der Anfangsprolongation.
  5. Ein links abzweigende Subdominantprogression als wichtigste Weiterführung des ersten Elements der Kadenz.